# سکویا ۱۱۰۳

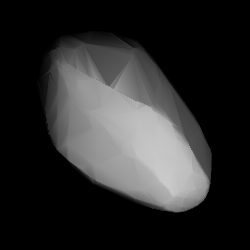
سکویا ۱۱۰۳

سیارک ۱۱۰۳ (به انگلیسی: 1103 Sequoia، نامگذاری:1928VB) هزار و صد و سومین سیارک کشف شده‌است که در ۹ نوامبر ۱۹۲۸ کشف شد.
قدر مطلق سیارک برابر ۱۲٫۲۵ است.